# شمال انگلستان
شمال انگلستان یا انگلستان شمالی (به انگلیسی: Northern England)، منطقهٔ پرورش آداب و کانون تمدن و فرهنگ انگلستان است. این منطقه، یک منطقهٔ رسمی دولتی نیست، بلکه مفهوم جغرافیایی آن در این‌جا مورد گفتگو است. این منطقه به صورت تقریبی، منطقه‌ای از رود ترنت و رود دی تا اسکاتلند در شمال را در بر می‌گیرد.